# 山本寛斎
山本 寛斎（やまもと かんさい、1944年2月8日 - 2020年7月21日）は、日本のファッションデザイナー、イベントプロデューサー。
寛斎スーパースタジオ会長。別名表記はやまもと 寛斎。神奈川県横浜市出生、岐阜県岐阜市出身。本名は山本 寛斎（やまもと のぶよし）。

## 経歴
岐阜県立岐阜工業高等学校卒業、日本大学文理学部英文科中退。
1971年に日本人として初めて、ロンドンでファッションショーを開催したことでも知られる。このロンドンのショーがデビューとなり、1974年にパリコレクション、1979年にはニューヨークコレクションに参加。フランス・パリ、イタリア・ミラノ、米国・ニューヨーク、スペイン・マドリードなど世界各地の主要都市に「ブティック寛斎」を出店しファッションデザイナーとしての地位を確立した。ほかにタレントや俳優としての活動や、観光立国懇談会（VISIT JAPAN）、2005年「日･EU市民交流年海外事業」など、日本政府諮問事業の委員、 大阪芸術大学客員教授を務めた。
幼少期に両親が離婚、3人兄弟で父方に引き取られ高知県に移る。しかし父親の育児放棄により児童相談所に収容される。その後、父に引き取られ、父方の祖母がいた岐阜市に落ち着く。この間、高知や大阪などで10数回の転校を繰り返す。父が洋服縫製業を始め、寛斎も縫製の手伝いをするようになった。そのうちに中学の友人から制服の改造を頼まれ、中学生にしてミシンを踏むようになり、のちにお針子を目指すようになった。そのきっかけとなったのが、映画『太陽がいっぱい』のファッションセンスに惹かれたからであった。また、応援団長となり、さまざまな応援の振り付けを考えるようになった。
高校へ通う折、建築科に通いたかったもののその学校にはなく、建築科と課程が同じだろうと思って土木建築科に通った。実際に通ってみると、建築の基礎となる土木工事に関するものが中心とする課程で、かつ現場では賄いのおばさんしかいなかったので、挫折する経験をした。
ある時、電信棒に貼ってあった第2回日本アマチュアシャンソンコンクールのポスターを見て、これに応募。オクターブ違いの「愛の讃歌」で出場するも結果は鐘一つだった。この時の優勝者が加藤登紀子で、のちに所属事務所との縁で彼女と一緒に仕事することになり、「あの時寛斎さんが受からなくてよかったね。だから今、私たちの舞台に来て、挨拶ができるようになりました。」と感謝されており、以後親しい友人となっている。

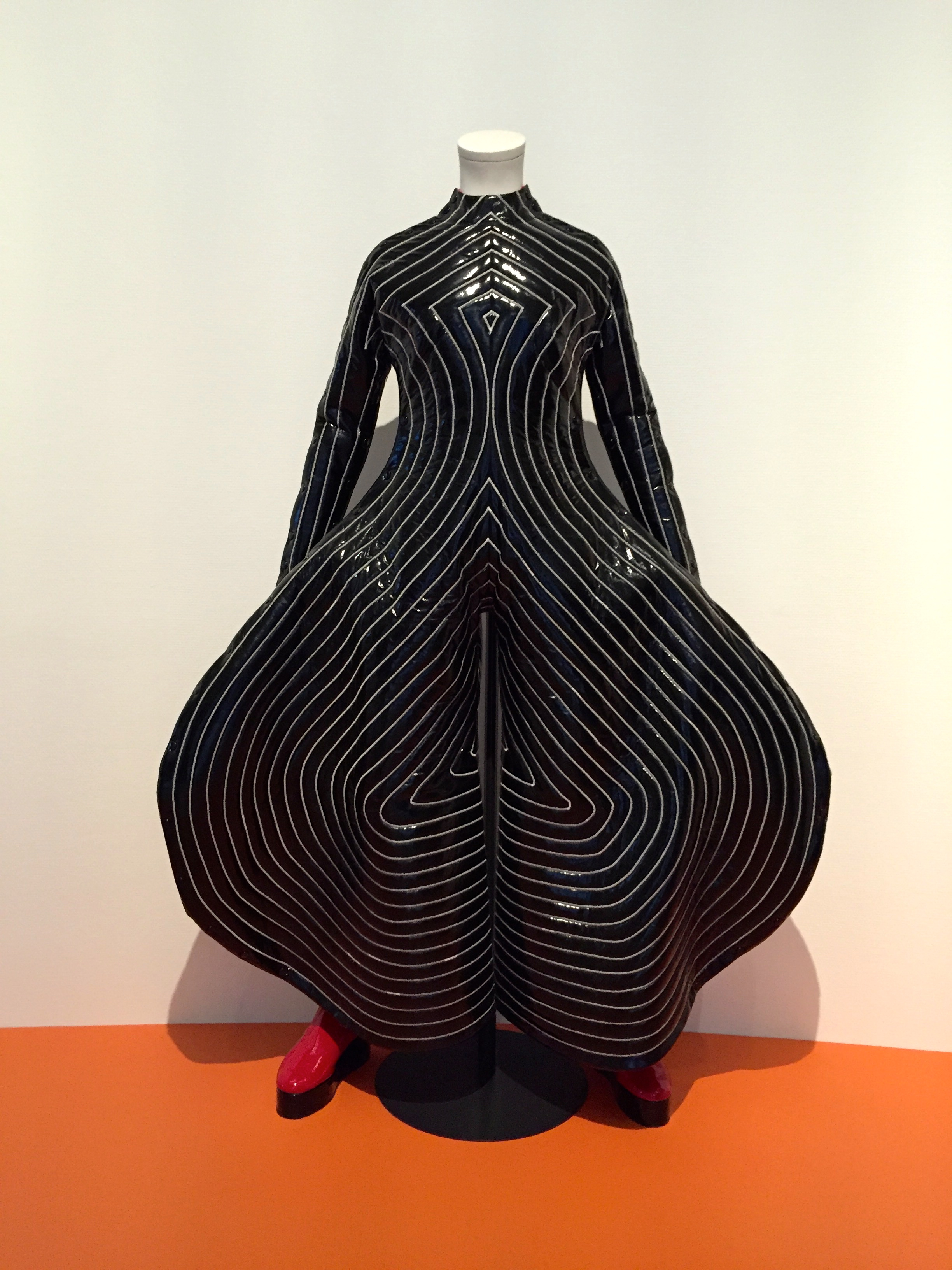
デヴィッド・ボウイのステージ衣装「TOKYO POP」（1973年）

大学進学のため、上京。横浜で洋裁教室をしていた実母と再会し、ここで装苑賞の存在を知り応募に至る。その後コシノジュンコ、細野久などのデザイナーの下で働いた後、1971年に独立して、株式会社「やまもと寛斎」を設立した。同年、ロンドンで、日本人初となるコレクション 『Kansai in London』を実施した。1973年には、デビッド・ボウイのステージ衣装「TOKYO POP」も手がけ、1975年にはパリで既製服のコレクションを発表した。
また、山本は2010年に開業した日本の京成電鉄・成田スカイアクセスの新AE形の車輌デザインを担当したが、車体色の選定は候補の7色を直接車両に塗って行ったという。
2020年3月31日、2月に急性骨髄性白血病との診断を受け、入院し治療中であることを公表した。同年7月21日、急性骨髄性白血病により死去した。76歳だった。娘・山本未來が「父、山本寛齋は去る7月21日、私を含め家族が看取る中、安らかに76歳にてこの世を旅立ちました」と報告した。同年開催された「BUSTERCALL＝ONE PIECE展」に出展された「『ひとつなぎの大秘宝（ワンピース）』を手に入れたモンキー・D・ルフィが着ているであろう『海賊王』のコート」が生前最後のアート作品となった。

## 人物
異母弟は俳優の伊勢谷友介。32歳年下であり、娘で女優の山本未來よりも2歳年下である。
山本の家庭環境は複雑であり、原因は父親にあった。自由奔放で女性関係にだらしなく、何度も育児放棄をした。時にはまだ中学生の山本に店を任せたまま女性の元へ走った。山本は寂しく辛い思いを経験したため「父のような男にはならない。結婚したら妻と子供を命懸けで守る。」と決めていた。
娘の未来が誕生した際に、デザイナーとして挫折を経験し、貧しい生活の頃であったため、希望を託す意味で「未来」と名付けた。また、娘の未来を溺愛しており、結婚式では娘だけではなく、(娘婿であった)椎名桔平の衣装もデザインしており、かつ結婚式のプロデューサーを務めた。
「歌舞く」をテーマにした独特な衣装を手掛けており、洋服ながら着物のような柄を取り入れたり、仏像から影響を受けた立体感のある服をデザインしている。筆で習字のように描いたデザインも特徴の1つであり、世界各国での人気も高い。
一般向けには、一色だけで纏めたシンプルなデザインのカクテルドレスなども制作している。

### 家族
- 娘（次女[14]） - 山本未來（女優）
- 弟 - 山本斎彦（やまもと よしひこ、寛斎スーパースタジオ会長）

（他、実弟が1人）
- 異母弟 - 伊勢谷友介（俳優）

## 主なデザイン作品

### 学校関連
現在未使用のものを含む。
- 兵庫県白陵中学校・高等学校 制服
- 岡山県岡山白陵中学校・高等学校 制服
- 茨城県水戸葵陵高等学校 制服
- 京都成安女子高等学校 制服
- 長崎南山高校 制服
- 国士舘大学世田谷キャンパス・梅ヶ丘校舎10Fスカイラウンジ・B1F学生食堂
- 長野県長野県中野高等学校 制服
- 岐阜県富田高等学校 制服
- 富山県高岡向陵高等学校 制服（1992〜1999）
- 富山県立富山南高等学校 制服
- 岐阜県立岐阜工業高等学校 制服
- 香川高等専門学校高松キャンパス 制服
- 福島県立光南高等学校 制服
- 札幌北斗高等学校　制服
- 工学院大学附属高等学校　制服　(1991～1998)
- 和歌山県立和歌山高校 制服
- 北海道立北見柏陽高等学校

### 鉄道関連
- 京成電鉄 乗務員・駅係員用制服[15]
- 京成電鉄 スカイライナー車両（京成AE形電車、2010年運転開始）
- 京成電鉄 スカイライナーロゴタイプ（「SKYLiNER」の文字をデザイン）

## 出演

### パフォーミング・アート
山本寛斎は「KANSAI SUPER SHOW」という名称で、ファッション、音楽、舞台芸術を混合したパフォーミング・アートのイベントを開催している。
- 1993年:「ハロー!! ロシア」（ロシア・モスクワ 赤の広場にて）
- 1995年:「ハロー!! ベトナム」（ベトナム・ハノイ・レーニン公園・バイマウ湖上にて）
- 1997年:「ハロー!! インディア」（インド・ニューデリー ジャワハルラール・ネルー・スタジアムにて）
- 2000年:「ハロージャパン・ハロー21!! インぎふ」（出演：山本未來、松田美由紀、笑福亭鶴瓶など。岐阜・長良川競技場にて）
- 2001年:「やまぐち元気伝説」（山口きらら博・スーパーテーマ館にて）
- 2004年:「アボルダージュ -接舷攻撃-」（出演：哀川翔、上戸彩、三池崇史、小池栄子、山本未來、椎名桔平、千原兄弟など。日本武道館にて）
- 2007年:「太陽の船」（出演：松岡昌宏、上戸彩、アントニオ猪木、工藤夕貴、長渕剛など。東京ドームにて）
- 2009年:「いのちの祭り -FESTIVAL OF LIFE-」（インドネシア・バリ島ガルーダ・ウィシュヌ・クンチャナ・カルチュラルパークにて）
- 2010年:「七人の侍」（東京・有明コロシアムにて）
- 2012年:「ハロー!! チャイナ」日中国交40周年記念　（北京オリンピックバスケットスタジアム）
- 2014年10月11日:「ハロー!! イスタンブール」（トルコ・イスタンブール エスマ・スルタン・マンションにて）

### 映画
- 青の炎（2003年、東宝） - 曾根 隆司 役

### テレビ
- 愛の流刑地
- ターニングポイント
- 中学生日記
- わたしが子どもだったころ 脱出 山本寛斎（2008年10月1日、NHK）[16]

### CM・広告
- ネッスル日本（現：ネスレ日本）「ゴールドブレンド」
- 小西六写真工業（現：コニカミノルタ）「サクラカラー 百年プリント」
- トヨタ自動車「カローラアクシオ」（10代目／E140型(後期型)） - 「ジャストサイジング -カローラアクシオが新鮮だ-」篇（2008年10月 - 2009年3月）※実娘の山本未來と共演

## 著書
- 『スーパーファッション』やまもと寛斎（講談社、1974年）
- 『寛斎完全燃焼』やまもと寛斎（新潮文庫、1983年）
- 『寛斎 鉄丸全行動-未来へ向けて』やまもと寛斎（筑摩書房、1987年）
- 『山本寛斎 ハロー・自己表現-別冊課外授業ようこそ先輩（KTC中央出版、2000年）
- 『死にゃしない! OK!!』（日本実業出版社、2004年）
- 『熱き心 寛斎の熱血語10ヵ条』（PHP新書、2008年）
- 『上を向いて。』祥伝社　2012　共著
- 『上を向こう、日本 わが国には世界に誇る「強さ」と「希望」がある』政策集団「のぞみ」共著　PHP研究所　2010　山本有二、古屋圭司、鴨下一郎、衛藤晟一、古川禎久との共著